# Alegeri legislative în Franța, noiembrie 1946
Alegerile legislative s-au derulat pe 10 noiembrie 1946 și sunt primele din a patra republică nou instaurată.

## Rezultate
Alegerile au fost marcate de o victorie fără precedent a Partidului Comunist: 23% din voturile exprimate,înregistrase cel mai bun vot al său din istorie și luase 182 de locuri, fiind aproape o treime a efectivelor Adunarii Naționale. 
MPR pieduse niște alegeri dar rămăsese  tot al doilea partid ca mărime din cadrul Adunării, mult timp înainte SFIO suportase din puțin mai bine concurența comunistă : 26 de locuri  (și aceasta în ciuda creșterii din numărul total de locuri la putere)și mai mult de 75 000 de alegatori. RGR a rămas stabil, ca și dreptul și Uniunea Gaullista, prost organizată, nu a putut intra în Parlament, în ciuda prestigiului său, discreditat prin promulgarea Tratatului constituțional  care a întâlnit opoziția sa fermă.
În ciuda opoziției dominante incontestabil de trei partide principale, grupurile parlamentare au tendința de a se multiplica și opoziția este mai diversă.

### Cifrele
- Scrutin : Reprezentarea proporțională în conformitate cu regula cea mai mare medie din departament, fără divizare. Votul preferențial este admis. Există 627 de locuri.

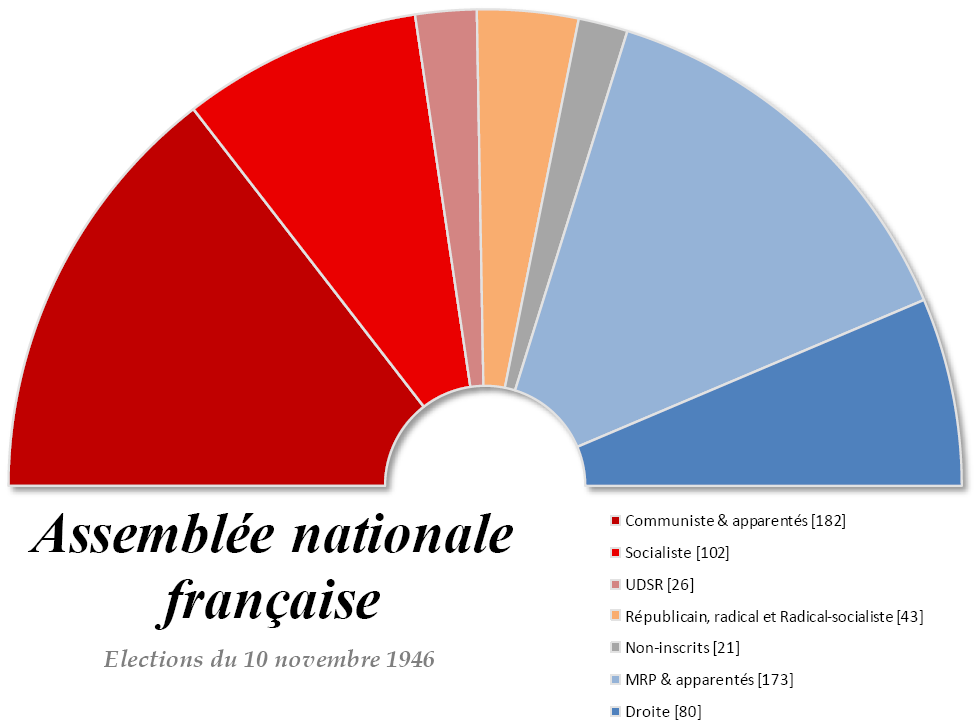
L'Assemblée nationale le 10 novembre 1946

- Prezenta la vot:

| Participarea       | Număr de persoane | % Înregistrați | +/-  |
| ------------------ | ----------------- | -------------- | ---- |
| Înregistrați       | 25 083 039        | 100%           | -    |
| Voturi             | 19 578 126        | 78,1%          | -3,7 |
| Abțineri           | 5 504 913         | 21,9%          | +3,8 |
| Voturile exprimate | 19 216 375        | 76,6%          | -3,6 |

- Rezultate :

| Partid            | Locuri | +/-  | %Locuri | voturi exprimate | % voturi |
| ----------------- | ------ | ---- | ------- | ---------------- | -------- |
| PC & susținătorii | 182    | +29  | 29,0%   | 5 430 593        | 28,3%    |
| MRP               | 173    | +7   | 27,6%   | 4 988 609        | 25,9%    |
| SFIO              | 102    | -26  | 16,3%   | 3 433 901        | 17,8%    |
| Moderat (dreapta) | 72     | -6 } | 11,5%   | 2 487 313        | 12,9%    |
| RGR               | 69     | +17  | 11,0%   | 2 136 152        | 11,1%    |
| Uniunea gaullistă | 0      | 0    | -       | 585 430          | 03,0%    |
| Diverse           | 29     | +20  | 04,6%   | 154 377          | 00,8%    |

| Grupuri parlamentare                                                   | Membri |
| ---------------------------------------------------------------------- | ------ |
| PC & susținătorii                                                      | 182    |
| MRP & susținătorii                                                     | 173    |
| Socialiștii                                                            | 102    |
| Republican, radical si radical-socialist                               | 43     |
| PRL & susținătorii                                                     | 38     |
| RI et susținătorii                                                     | 29     |
| UDSR                                                                   | 26     |
| MTLD                                                                   | 5      |
| Grupul musulman Independent pentru Apărarea Federalismului din Algeria | 8      |
| neînscriși                                                             | 21     |